# أنجي ريد
أنجي ريد (بالإنجليزية: Angie Reed) هي موسيقية ومغنية أمريكية، ولدت في 1976 في الولايات المتحدة.

## وصلات خارجية
- الموقع الرسمي
- أنجي ريد على موقع IMDb (الإنجليزية)
- أنجي ريد على موقع ميوزك برينز (الإنجليزية)
- أنجي ريد على موقع أول ميوزيك (الإنجليزية)
- أنجي ريد على موقع ديسكوغز (الإنجليزية)